# ツインジェット
ツインジェット（Twin Jet）はフランスのコミューター航空会社。マルセイユ近郊のエクス＝アン＝プロヴァンスに本拠地をおく。

## 概要
ツインジェットは2001年5月に設立され、2002年より運航を開始している。また2002年からはエールフランス‐KLMのマイレージサービスであるFlying Blueのメンバーでもある。現在はフランス国内でビーチクラフト1900型機9機を使用し地方路線を中心に運航している。
就航都市は以下の通り。
- フランス
  - マルセイユ
  - ミュルーズ
  - メス/ナンシー
  - トゥールーズ
  - ブレスト
  - ペリグー
  - パリ（オルリー）